# Liste der Monuments historiques in Tournan-en-Brie
Die Liste der Monuments historiques in Tournan-en-Brie führt die Monuments historiques in der französischen Gemeinde Tournan-en-Brie auf.

## Liste der Bauwerke
| Bezeichnung    | Beschreibung | Standort | Kennzeichnung | Schutzstatus | Datum | Bild           |
| -------------- | ------------ | -------- | ------------- | ------------ | ----- | -------------- |
| Hôtel de ville |              | (Lage)   | PA00087298    | Inscrit      | 1949  | weitere Bilder |

## Liste der Objekte
Zum Verständnis siehe: Kirchenausstattung
- Monuments historiques (Objekte) in Tournan-en-Brie in der Base Palissy des französischen Kultusministeriums